# Emilie Werner Semmelroth
Emilie Werner Semmelroth (* 29. März 1995 in Humlebæk) ist eine dänische Schauspielerin.

## Leben und Karriere
Semmelroth wurde am 29. März 1995 in Humlebæk geboren. Zunächst stand sie im Eventyrteatret auf der Bühne und spielte in den Stücken Madam Mangor und Arvegodset. Anschließend war sie in verschiedenen Werbespots zu sehen. Ihr Debüt gab sie 2010 in dem Film Bølle Bob: Alle tiders helt. Danach spielte sie 2011 in Bora Bora mit. 
Unter anderem wurde sie 2014 für den Film Far til fire: Onkel Sofus vender tilbage gecastet. Im selben Jahr setzte sie ihre Karriere in Dannys dommedag fort. Außerdem bekam sie 2015 eine Rolle in dem Film Far til fires vilde ferie. 2019 trat Semmelroth in einer Folge in der Serie 29 auf.

## Filmografie (Auswahl)
- 2010: Bølle Bob: Alle tiders helt
- 2011: Bora Bora
- 2014: Far til fire: Onkel Sofus vender tilbage
- 2014: Dannys dommedag
- 2015: Far til fires vilde ferie
- 2019: 29 (Fernsehserie, 1 Episode)